# Herb gminy Kocmyrzów-Luborzyca
Herb gminy Kocmyrzów-Luborzyca – jeden z symboli gminy Kocmyrzów-Luborzyca, autorstwa Włodzimierza Chorązkiego i Alfreda Znamierowskiego, ustanowiony 29 maja 2002.

## Wygląd i symbolika
Herb przedstawia na tarczy koloru czerwonego srebrny krzyż (nawiązujący do parafii luborzyckiej), po jego obu stronach złote inicjały „K” i „L” (inicjały gminy), natomiast przed nim dwie srebrno-złote skrzyżowane kosy, symbolizujące udział mieszkańców gminy w powstaniu kościuszkowskim.